# Bitwa pod Loigny-Poupry
Bitwa pod Loigny-Poupry – jedna z bitew wojny francusko-pruskiej. Doszło do niej 2 grudnia 1870 roku podczas walk o dolinę Loary pod miasteczkiem Loigny. Wydzielony korpus armii pruskiej (Preußische Armee-Abteilung), dowodzony przez  Fryderyka Franciszka II, wielkiego księcia Meklemburgii i Schwerinu, starł się z XVII Korpusem francuskiej Armii Loary gen. Louisa d'Aurelle’a i pokonał go. Oddziałami francuskimi dowodził generał Louis-Gaston de Sonis, doświadczony oficer kawalerii. Trzon jego wojsk stanowił 1000-osobowy oddział „ochotników z zachodu”. Mające wspomagać ich oddziały (48 i 51 Pułki Piechoty, złożone głównie ze zbieraniny rekrutów bez żadnego doświadczenia) poszły w rozsypkę, zostawiając de Sonisa i ochotników samych przeciw przeważającym siłom przeciwnika. W tej sytuacji bitwa została przez Francuzów przegrana.

## Tło wydarzeń
Wojna francusko-pruska wybuchła 19 lipca 1870 roku. Prusy dążyły do zakończenia zjednoczenia Niemiec; francuski cesarz Napoleon III Bonaparte zamierzał wzmocnić osłabiony prestiż Cesarstwa Francuskiego. Jednak w momencie wybuchu wojny Francja nie była przygotowana do prowadzenia działań. Wojsko francuskie – choć dobrze uzbrojone (m.in. w karabiny Chassepota i mitraliezy) – było źle dowodzone i brakowało mu planów strategicznych. Naprzeciw oddziałom francuskim stanęła nowoczesna armia niemiecka (uzbrojona w doskonałe armaty Kruppa), która odnosiła zwycięstwo po zwycięstwie. Po upadku Sedanu i rozpoczęciu oblężenia Paryża przez Prusaków, francuskie społeczeństwo raz jeszcze chwyciło za broń. Po zwycięstwie pod Coulmiers nowo utworzona Armia Loary rozrosła się do około 200 tysięcy ludzi. Poziom ich wyszkolenia nie był zadowalający, ale przywódcy III Republiki z Léonem Gambettą na czele wierzyli, że zapał i odwaga wystarczą, by – jak w końcu XVIII wieku – pokonać napastnika i ocalić kraj. Komisarz polityczny armii, Charles de Freycinet, wezwał dowodzącego, generała Louisa d'Aurellego do marszu na Paryż. Nie mogła tego dokonać uwikłana w walki odwrotowe Armia Wschodu schorowanego Garibaldiego, ani osłaniająca ważne wybrzeża kanału La Manche i Morza Północnego Armia Północy. D'Aurelle odmówił, ale zagrożony utratą stanowiska zmienił zdanie.
Ofensywa rozpoczęła się pod koniec listopada. Na lewym skrzydle w kierunku na Patay posuwał się XVI Korpus zwycięzcy spod Coulmiers, generała Antoine'a Chanzy'ego, na prawym skrzydle jednostki XVII Korpusu miały sforsować Loarę w Gien i posuwać się w kierunku Orleanu. Na ich drodze znalazły się liczące około 35 000 ludzi prusko-bawarskie oddziały wielkiego księcia Fryderyka Franciszka II.
Generał de Sonis dysponował w teorii 845 oficerami i 43 803 żołnierzami, 93 działami i 4246 końmi. W rzeczywistości XVII Korpus był dopiero w trakcie organizacji, część jednostek działała na innych teatrach operacyjnych, a dywizja gen. de Flandre'a nie dotarła jeszcze na miejsce koncentracji w miasteczku Villepion. Walczący pod sztandarem Serca Jezusowego oddział „ochotników z zachodu” składał się z żuawów dawnej armii papieskiej i żołnierzy Legii Cudzoziemskiej, a sformowany został przez pułkownika Athanase'a Charette'a, który w roku 1867 prowadził swych żuawów do ataku przeciw garibaldczykom w bitwie pod Mentaną.

## Bitwa

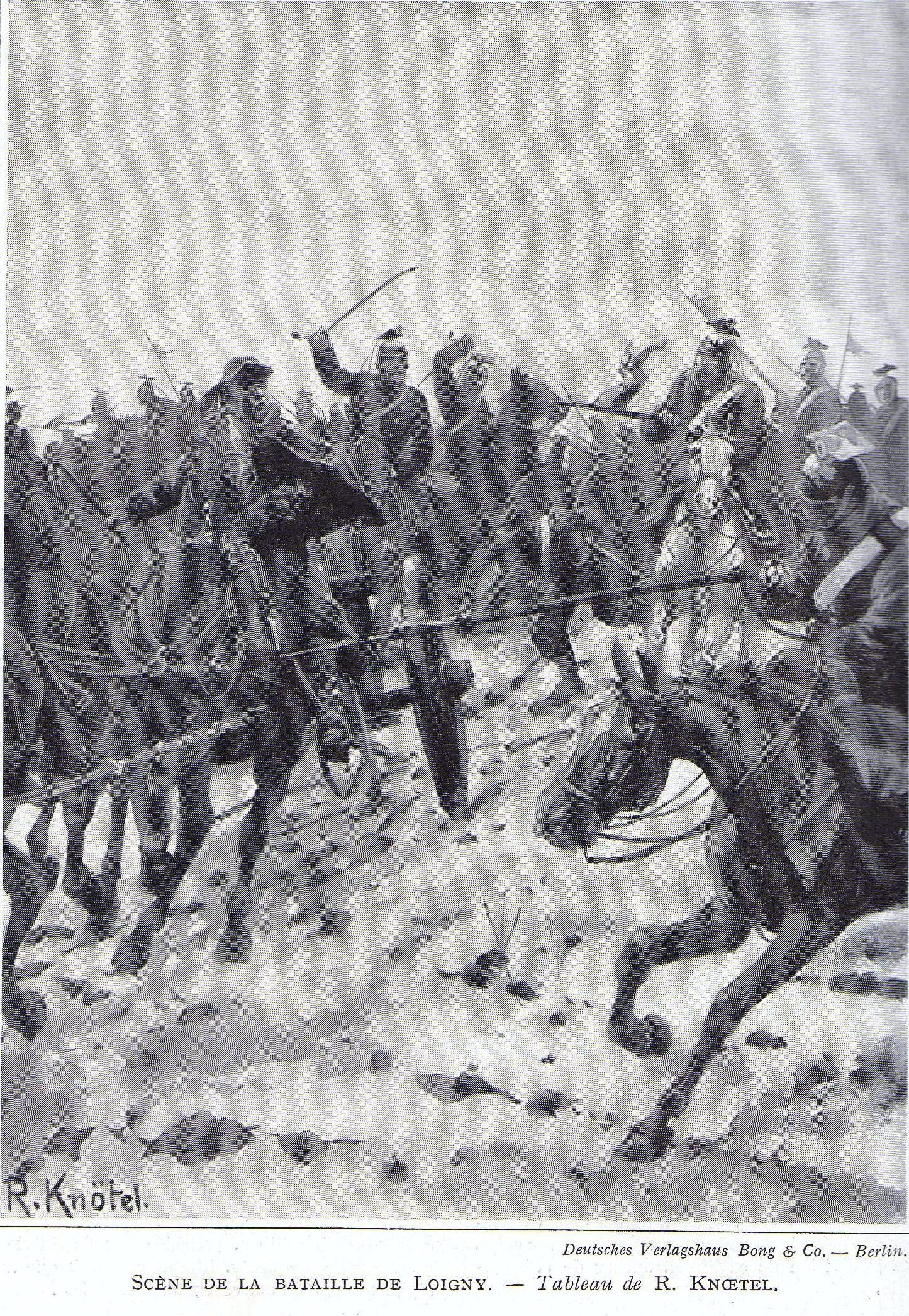
Epizod bitwy pod Loigny. Rys. Richard Knötel

Wojsko francuskie maszerowało całą noc 1/2 grudnia po oblodzonych drogach. De Sonis musiał zsiąść z konia, którego podkowy ślizgały się grożąc w każdej chwili upadkiem. Padał śnieg, a temperatura spadła do −20 °C. Żołnierze byli głodni i niewypoczęci, bo mieszkańcy Villepion – rzekomo z obawy przed pruskimi represjami – nie pozwolili im się zakwaterować w obejściach. Rano przybył kurier z listem od dowódcy XVI Korpusu. Chanzy pisał: „Jesteśmy silnie naciskani w Loigny, spieszcie z pomocą!”.
W południe XVII Korpus wszedł do trwającej od rana zażartej bitwy, w której od kilku godzin między Poupry a Artenay przewalały się ataki i kontrataki obu stron (porucznik bawarskiej Landwehry, Josef Krumper, wspominał po latach, że „z powodu huku dział i karabinów nie sposób było słyszeć jak i wydawać jakiekolwiek komendy”). Ku zdziwieniu i przerażeniu de Sonisa XVI Korpus nie skorzystał z przybycia posiłków, lecz zaczął się natychmiast wycofywać – w panice – z pola walki. Odwrót Chanzy'ego wydawał się nieuzasadniony, tym bardziej, że w samym Loigny twardo bronił się 37 Pułk Piechoty.
Dowódca XVII Korpusu zauważył, że i jego szeregi ogarnia panika. Pułki 48. i 51. zaczęły się rozsypywać. De Sonis rozkazywał, błagał, odwoływał się do uczuć patriotycznych, ale nie zdało się to na nic. W tej sytuacji generał zwrócił się do żuawów Charette'a, by dali pozostałym przykład i wypchnęli Prusaków z farmy Villours. Do ataku – z okrzykiem „niech żyje Francja!” i „niech żyje papież!” – poszło około 800 ludzi wspieranych ogniem jednej mitraliezy. Wyparli wroga z farmy do lasku na przedpolach Loigny. Tam padł ranny de Sonis. Doszło do zaciętej walki wręcz, przy czym nie wiadomo, czy żuawi dotarli do miasteczka. O zmierzchu zaczęli się – zdziesiątkowani – wycofywać. De Sonis ze zgruchotanym udem leżał w lasku i dziwnym trafem nie został dobity, ani wzięty do niewoli, przez przetrząsających pole bitwy Prusaków. Ewakuowano go dopiero w południe następnego dnia, a nogę trzeba było amputować.